# Глухавица
Глухавица је насеље у Србији у општини Тутин у Рашком округу. Према попису из 2022. било је 194 становника.
Село и место су веома познати у средњем веку. Овде се налазио први средњовековни рудник гвожђа.
Место се помиње у хрисовуљу Стефана Милутина из 1316-1319 године под именом Глуха Вес. Ево османског кадија прије битке код Никопоља, који је сакупљао царине од дубровачких трговаца.
Рудник Глухавица је чувао средњовековни град Јелеч.

## Демографија
У насељу Глухавица живи 171 пунолетни становник, а просечна старост становништва износи 29,6 година (30,8 код мушкараца и 28,4 код жена). У насељу има 49 домаћинстава, а просечан број чланова по домаћинству је 5,41.
Ово насеље је у потпуности насељено Бошњацима (према попису из 2002. године).
|  |

| Демографија | Демографија | Демографија |
| Година      | Становника  | Становника  |
| ----------- | ----------- | ----------- |
| 1948.       | 290         |             |
| 1953.       | 385         |             |
| 1961.       | 314         |             |
| 1971.       | 308         |             |
| 1981.       | 349         |             |
| 1991.       | 261         | 256         |
| 2002.       | 265         | 298         |

| Етнички састав према попису из 2002.‍ | Етнички састав према попису из 2002.‍ | Етнички састав према попису из 2002.‍ | Етнички састав према попису из 2002.‍ | Етнички састав према попису из 2002.‍ |
| ------------------------------------ | ------------------------------------ | ------------------------------------ | ------------------------------------ | ------------------------------------ |
|                                      |                                      |                                      |                                      |                                      |
| Бошњаци                              | Бошњаци                              |                                      | 265                                  | 100,0%                               |
| непознато                            | непознато                            |                                      | 0                                    | 0,0%                                 |

| Година пописа     | 1948. | 1953. | 1961. | 1971. | 1981. | 1991. | 2002. |
| ----------------- | ----- | ----- | ----- | ----- | ----- | ----- | ----- |
| Број домаћинстава | 45    | 59    | 54    | 64    | 54    | 50    | 49    |

| Број чланова      | 1 | 2 | 3 | 4 | 5  | 6 | 7 | 8 | 9 | 10 и више | Просек |
| ----------------- | - | - | - | - | -- | - | - | - | - | --------- | ------ |
| Број домаћинстава | 1 | 4 | 4 | 7 | 10 | 9 | 6 | 4 | 3 | 1         | 5,41   |

| Пол    | Укупно | Неожењен/Неудата | Ожењен/Удата | Удовац/Удовица | Разведен/Разведена | Непознато |
| ------ | ------ | ---------------- | ------------ | -------------- | ------------------ | --------- |
| Мушки  | 90     | 25               | 59           | 6              | 0                  | 0         |
| Женски | 98     | 31               | 59           | 8              | 0                  | 0         |
| УКУПНО | 188    | 56               | 118          | 14             | 0                  | 0         |

| Пол    | Укупно                    | Пољопривреда, лов и шумарство | Рибарство                            | Вађење руде и камена | Прерађивачка индустрија       |
| ------ | ------------------------- | ----------------------------- | ------------------------------------ | -------------------- | ----------------------------- |
| Мушки  | 30                        | 11                            | 0                                    | 0                    | 1                             |
| Женски | 14                        | 13                            | 0                                    | 0                    | 0                             |
| УКУПНО | 44                        | 24                            | 0                                    | 0                    | 1                             |
| Пол    | Производња и снабдевање   | Грађевинарство                | Трговина                             | Хотели и ресторани   | Саобраћај, складиштење и везе |
| Мушки  | 1                         | 2                             | 5                                    | 0                    | 2                             |
| Женски | 0                         | 0                             | 0                                    | 0                    | 0                             |
| УКУПНО | 1                         | 2                             | 5                                    | 0                    | 2                             |
| Пол    | Финансијско посредовање   | Некретнине                    | Државна управа и одбрана             | Образовање           | Здравствени и социјални рад   |
| Мушки  | 0                         | 0                             | 1                                    | 3                    | 0                             |
| Женски | 0                         | 0                             | 0                                    | 1                    | 0                             |
| УКУПНО | 0                         | 0                             | 1                                    | 4                    | 0                             |
| Пол    | Остале услужне активности | Приватна домаћинства          | Екстериторијалне организације и тела | Непознато            | Непознато                     |
| Мушки  | 4                         | 0                             | 0                                    | 0                    | 0                             |
| Женски | 0                         | 0                             | 0                                    | 0                    | 0                             |
| УКУПНО | 4                         | 0                             | 0                                    | 0                    | 0                             |